# لکه‌گلسنگان
لکه‌گلسنگان (نام علمی: Arthoniaceae) نام یک خانواده از راسته لکه‌ای‌سانان است.